# Dryochlora dentata
Dryochlora dentata là một loài bướm đêm trong họ Geometridae.